# Сакае (Наґано)

36°59′15″ пн. ш. 138°34′39″ сх. д. / 36.98750° пн. ш. 138.57750° сх. д.
Сака́е (яп. 栄村, さかえむら, МФА: [saka.e muɾa]) — село в Японії, в повіті Сімо-Міноті префектури Наґано. Станом на 1 квітня 2009 площа села становила 271,51 км². Станом на 1 липня 2011 населення села становило 2175 осіб.